# Jörg Baten
Jörg Baten (* 24. Juni 1965 in Hamburg) ist ein deutscher Wirtschaftshistoriker.

## Leben
Baten wurde bei John Komlos an der Ludwig-Maximilians-Universität in München mit einer Arbeit über den Biologischen Lebensstandard in Süddeutschland promoviert und im Jahre 2001 mit einer Arbeit über deutsche Unternehmen habilitiert. Seit 2001 hat er die Professur für Wirtschaftsgeschichte an der Eberhard Karls Universität Tübingen inne. 2005 wurde er als Gastprofessor an die Yale University (Dept. Political Science) eingeladen, und 2006/2007 war er Gastprofessor an der Universität Pompeu Fabra in Barcelona. Seit 2006 ist er Generalsekretär der International Economic History Association.
Baten wurde bekannt mit seinen Arbeiten zur langfristigen Humankapital- und Lebensstandardentwicklung. In einem weltweiten Projekt konnten die Trends der numerischen Fähigkeiten über Jahrhunderte dokumentiert werden. Der Anteil der Menschen, die ihr Alter genau angeben konnten, diente dabei als Indikator, ebenso wie Statistiken des Buchkonsums. Baten gelangte zu dem Schluss, dass der Vorsprung in der Bildungsentwicklung einiger Länder die heutigen Unterschiede von Arm und Reich verursachten, während beispielsweise Welthandel eine eher geringe Rolle spiele.
Baten untersuchte mit anderen die Geschichte der Gesundheit und Ernährungsqualität in Europa bis in die Zeit der Antike zurück. Auch andere Weltregionen, wie Afrika, Länder des Mittleren Ostens und Lateinamerikas wurden mit anthropometrischen Methoden untersucht. Ein wichtiges Ergebnis war, dass die Gesundheit von historischen Bevölkerungen sehr stark von der landwirtschaftlichen Spezialisierung abhing. Beispielsweise milderte eine viehwirtschaftliche Spezialisierung den katastrophalen Protein- und Kalziummangel vorindustrieller Gesellschaften.
Zudem ist Baten seit 2015 einer der Chefredakteure wissenschaftlichen Journals Economics and Human Biology.
2018 wurde er zum Mitglied der Academia Europaea gewählt.

## Veröffentlichungen (Auswahl)
- als Hrsg.: A History of the Global Economy. From 1500 to the Present. Cambridge University Press, 2016, ISBN 978-1-107-50718-0.
- als Co-Autor: Multidimensional patterns of european health, work, and violence over the past two millennia. In: R. Steckel u. a. (Hrsg.): The backbone of Europe: health, diet, work and violence over two millennia. Cambridge University Press, 2018, S. 381–396.
- als Hrsg.: The Backbone of Europe: Health, Diet, Work and Violence over Two Millennia. Cambridge University Press, 2019, ISBN 978-1-108-42195-9.
- Die Pest: Glück im Unglück. In: Medizin im Mittelalter. Zwischen Erfahrungswissen, Magie und Religion (= Spektrum der Wissenschaft. Spezial: Archäologie Geschichte Kultur. Band 2.19), 2019, S. 28 f.